# Calle Arenales
Arenales es una arteria vial de la Ciudad Autónoma de Buenos Aires, Argentina. En términos generales, es paralela por una cuadra a Avenida Santa Fe. Antes de la construcción del Alto Palermo Shopping, la calle era cortada en dos tramos por la Cervecería Palermo.
En 1990, con la llegada del centro comercial, se unieron ambos tramos mediante la construcción de un túnel; conformando así la primera calle techada de la Ciudad.

## Recorrido
Comienza a la altura 700 desde Av. Maipú y Av. Crucero Gral. Belgrano, frente a la plaza Libertador General San Martín, en el barrio de Retiro (Comuna 1). Luego de una cuadra en diagonal paralela a Av. del Libertador, toma su dirección habitual paralela a Avenida Santa Fe y es de una sola mano hacia el este. Atraviesa Uruguay, pasando al barrio de Recoleta (Buenos Aires) (Comuna 2), y en los últimos metros de la cuadra ubicada entre Paraná y Montevideo, se corta brevemente; en ese mismo tramo, frente a la plaza Vicente López y Planes, la calle Juncal vierte en Arenales.
De todas formas, la traza continúa desde Montevideo con unos metros de desvío hacia Av. Santa Fe y es mano hacia el noroeste por 2 cuadras hasta Avenida Callao, cruza Avenida Callao, Avenida Pueyrredón, y llega hasta Avenida Coronel Díaz. Ahí es donde pasa al barrio de Palermo (Comuna 14), por debajo del Alto Palermo Shopping mediante un túnel. Luego continúa como calle hasta finalizar en el lateral del Jardín botánico Carlos Thays, ubicado sobre la calle República Árabe Siria, y en su última cuadra entre esta y la Avenida Scalabrini Ortiz es de doble mano.